# 9431 Pytho
9431 Pytho eller 1996 XG2 är en trojansk asteroid i Jupiters lagrangepunkt L4. Den upptäcktes 12 augusti 1996 av Farra d'Isonzo-observatoriet i Farra d'Isonzo. Den är uppkallad efter hamnstaden Pytho i den grekiska mytologin.
Asteroiden har en diameter på ungefär 38 kilometer.